# Paroxychara capeneri
Paroxychara capeneri är en insektsart som beskrevs av Victor Lallemand och Synave 1952. Paroxychara capeneri ingår i släktet Paroxychara och familjen sköldstritar. Inga underarter finns listade i Catalogue of Life.